# Liste des aéroports en Namibie

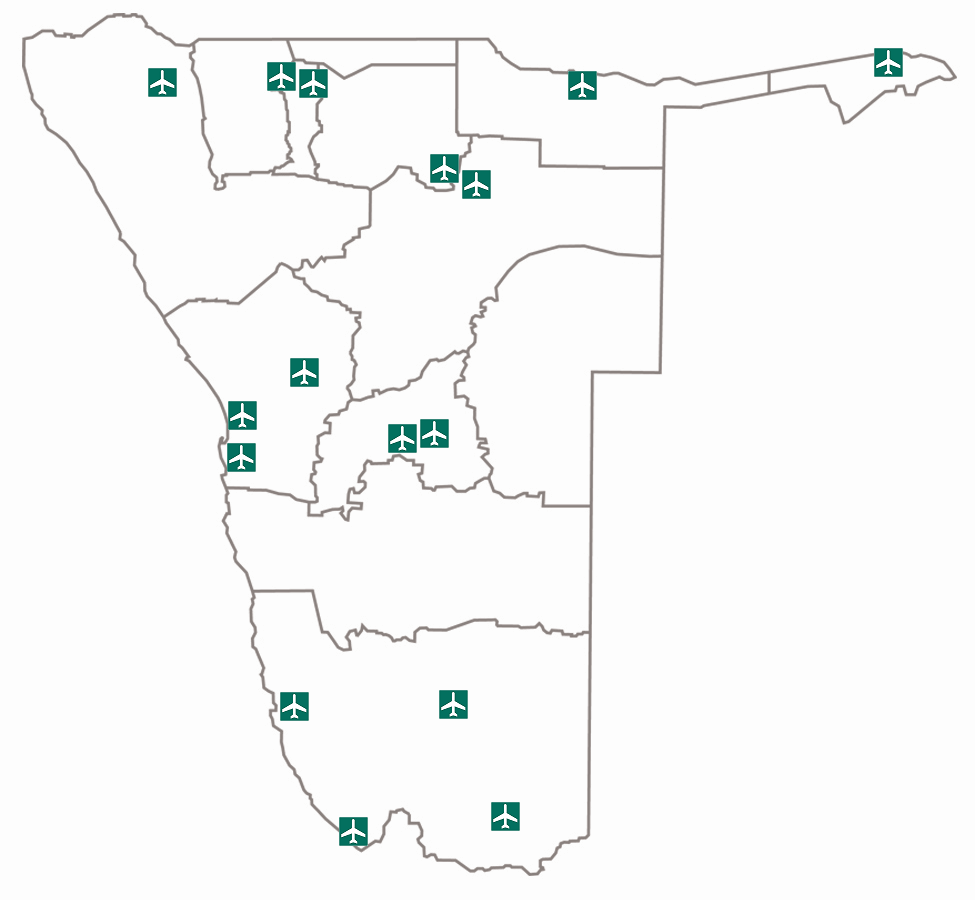
Carte des aéroports de Namibie

Voici une liste des aéroports en Namibie, triés par lieu.

## Aéroports
| Lieu                           | OACI | AITA | Nom                                                |
| ------------------------------ | ---- | ---- | -------------------------------------------------- |
| Arandis                        | FYAR | ADI  | Aéroport d'Arandis (en)                            |
| Bethanie                       | FYBC |      | Aéroport de Bethanien (en)                         |
| Cheetah Conservation Fund (en) | FYHC |      | Piste d'atterrissage du CCF et hangar Cheetahdrome |
| Eenhana                        | FYEN |      | Aéroport d'Eenhana (en)                            |
| Gobabis                        | FYGB | GOG  | Aéroport de Gobabis (en)                           |
| Grootfontein                   | FYGF | GFY  | Base aérienne de Grootfontein (en)                 |
| Halali                         | FYHI | HAL  | Aéroport de Halali (en)                            |
| Kamanjab                       | FYKJ |      | Aéroport de Kamanjab (en)                          |
| Karibib                        | FYKA |      | Base aérienne de Karibib (en)                      |
| Karasburg                      | FYKB | KAS  | Aéroport de Karasburg (en)                         |
| Katima Mulilo                  | FYKM | MPA  | Aérodrome de Katima Mulilo-Mpacha                  |
| Keetmanshoop                   | FYKT | KMP  | Aéroport de Keetmanshoop (en)                      |
| Lüderitz                       | FYLZ | LUD  | Aérodrome de Lüderitz                              |
| Mariental                      | FYML |      | Aéroport de Mariental (en)                         |
| Lodge Mokuti                   | FYMO | OKU  | Aéroport de Lodge Mokuti (en)                      |
| Mont Etjo                      | FYME | MJO  | Aéroport de Mont Etjo (en)                         |
| Namutoni                       | FYNA | NNI  | Aéroport de Namutoni (en)                          |
| Okaukuejo (en)                 | FYOO | OKF  | Aéroport d'Okaukuejo (en)                          |
| Omega                          | FYOE | OMG  | Aéroport d'Omega (en)                              |
| Ondangua                       | FYOA | OND  | Aérodrome d'Ondangwa                               |
| Opuwo                          | FYOP | OPW  | Aéroport d'Opuwo (en)                              |
| Oranjemund                     | FYOG | OMD  | Aérodrome d'Oranjemund                             |
| Oshakati                       | FYOS | OHI  | Aéroport d'Oshakati (en)                           |
| Otjiwarongo                    | FYOW | OTJ  | Aéroport d'Otjiwarongo (en)                        |
| Outjo                          | FYOJ |      | Aéroport d'Outjo (en)                              |
| Ruacana                        | FYRC |      | Aéroport de Ruacana (en)                           |
| Rundu                          | FYRU | NDU  | Aérodrome de Rundu                                 |
| Swakopmund                     | FYSM | SWP  | Aéroport de Swakopmund (en)                        |
| Tsumeb                         | FYTM | TSB  | Aéroport de Tsumeb (en)                            |
| Tsumkwe                        | FYTK |      | Aéroport de Tsumkwe (en)                           |
| Walvis Bay                     | FYWB | WVB  | Aéroport de Walvis Bay                             |
| Windhoek                       | FYWE | ERS  | Aérodrome de Windhoek-Eros                         |
| Windhoek                       | FYWH | WDH  | Aéroport international Hosea Kutako de Windhoek    |